# Minofala
Minofala é um gênero de traça pertencente à família Arctiidae.